# Tomás Fernández
Tomás Fernández (ur. 1915, zm. ?) – kubański piłkarz, reprezentant kraju. Podczas kariery występował na pozycji pomocnika.

## Kariera klubowa
Podczas kariery piłkarskiej Tomás Fernández występował w klubie CD Centro Gallego.

## Kariera reprezentacyjna
Tomás Fernández występował w reprezentacji Kuby w latach trzydziestych. W 1938 roku uczestniczył w mistrzostwach świata. Na mundialu we Francji wystąpił we wszystkich trzech meczach, dwóch spotkaniach I rundy z Rumunią oraz przegranym 0-8 meczu ćwierćfinałowym ze Szwecją. W pierwszym meczu z Rumunią zdobył bramkę na 2-1 w 53 min.